# NGC 1157
NGC 1157 ist eine Spiralgalaxie vom Hubble-Typ Sb im Sternbild Eridanus am Südsternhimmel. Sie ist schätzungsweise 394 Millionen Lichtjahre von der Milchstraße entfernt und hat einen Durchmesser von etwa 70.000 Lichtjahren.

Im selben Himmelsareal befinden sich u. a. die Galaxien NGC 1150, NGC 1151, NGC 1158, IC 276.
Das Objekt wurde am 31. Dezember 1885 von Francis Preserved Leavenworth entdeckt.